# 第一次鳩山一郎內閣
第一次鳩山一郎内閣（日语：／ Daiichiji Hatoyama Ichirō Naikaku */?）是日本眾議院議員、日本民主黨總裁鳩山一郎就任第52任內閣總理大臣（首相）後，自1954年12月10日至1955年3月19日組成的內閣。

## 國務大臣
- 內閣總理大臣 - 鳩山一郎
- 法務大臣 - 花村四郎
- 外務大臣·副總理 - 重光葵
- 大藏大臣 - 一萬田尚登（民間·前日本銀行總裁）
- 文部大臣 - 安藤正純
- 厚生大臣 - 鶴見祐輔（參議院議員）
- 農林大臣 - 河野一郎
- 通商產業大臣 - 石橋湛山
- 運輸大臣 - 三木武夫
- 郵政大臣 - 武知勇記
- 勞動大臣 - 千葉三郎
- 建設大臣 - 竹山祐太郎
- 國家公安委員會委員長 - 大麻唯男
- 行政管理廳長官 - 西田隆男（兼務、參議院議員）
- 北海道開發廳長官 - 三好英之（參議院議員）
- 自治廳長官 - 西田隆男（兼務）
- 防衛廳長官 - 大村清一
- 經濟審議廳長官  - 高碕達之助
- 內閣官房長官 - 根本龍太郎
  - 法制局長官 - 林修三 （1954年12月11日- ）
  - 內閣官房副長官 - 松本瀧藏 /田中榮一（1955年1月28日- ）
  - 內閣官房副長官 - 井上卓一

## 外部連結
- 閣僚名單 （页面存档备份，存于）